# Mamuthones (gruppo musicale)
I Mamuthones sono un progetto musicale fondato da Alessio Gastaldello dopo aver lasciato i Jennifer Gentle nel 2007.

## Storia
Nel 2007 Alessio Gastaldello aveva lasciato i Jennifer Gentle, di cui era batterista e co-fondatore, fondando il progetto solista chiamato Mamuthones. Nel 2008 esce il primo album del nuovo progetto intitolato The First Born (A Silent Place), realizzato in collaborazione con Fabio Orsi,in un disco che traccia da subito le coordinate di un rock psichedelico fortemente influenzato da sonorità tipiche del krautrock tedesco da un lato e da un certo rock progressivo italiano dall'altra.
Nel 2009 Gastaldello firma per la Boring Machines, con cui realizza il secondo album intitolato Sator, il cui titolo è ripreso dal Quadrato magico del Sator. L'album proponeva un immaginario da rituale pagano, con sonorità scure e psichedeliche, in un progetto che ospitava anche i tre Jennifer Gentle Marco Fasolo, Marco Damiani ed Isacco Maretto.
Nel 2010 uscì il terzo album intitolato Mamuthones (Boring Machines) configura definitivamente il progetto di Gastaldello come un ensemble aperto in cui, questa volta partecipano il batterista Maurizio Boldrin (già nei gruppi di rock psichedelico anni '60 Craaash e Music Operation) e Marco Fasolo dei Jennifer Gentle, in un album che propone una lunga session di musica rituale fatto di voci scismatiche, ritmiche tribali, echi e lunghi droni.

## Discografia

### Album in studio
- 2007 – The First Born in collaborazione con Fabio Orsi
- 2009 - Sator
- 2010 - Mamuthones
- 2015 - Collisions Vol.4 split album con Evil Blizzard
- 2018 - Fear on the Corner

### Singoli ed EP
- 2013 More Alien Than Aliens
- 2013 Symphony for the Devil

### Compilazioni
- 2010 - Mind The Gap Volume 82
- 2010 - Con fuoco d’occhi un nostalgico lupo I
- 2011 - Occulto Compilation #1
- 2015 - Nostra signora delle tenebre
- 2018 - RKT20 (A Collection Of Rare, Unreleased And Favourites From The Rocket Recordings Library)
- 2021 - Aphelion Volume 1